# Маковер, Элен
Элен Маковер (англ. Helen Makower; 1 июня 1910, Лондон — 17 мая 1998, Мальборо) — английский экономист.
Училась в Кембриджском университете. Доктор философии (1937) Лондонской школы экономики. Работала в Оксфордском институте статистики. Во время Второй мировой войны являлась консультантом У. Черчилля по экономическим и статистическим вопросам. После войны работала в Британской контрольной комиссии в Германии, затем преподавала в Лондонской школе экономики (до 1977 года).

## Основные произведения
- «Активы, цены и монетарная теория» (Assets, Prices and Monetary Theory, 1938, в соавторстве с Дж. Маршаком);
- «Аналогия между анализом равновесия производителя и потребителя» (The Analogy between Producer and Consumer Equilibrium Analysis, 1950, в соавторстве с У. Баумолем);
- «Деятельный анализ и теория экономического равновесия» (Activity Analysis and the Theory of Economic Equilibrium, 1957).